# Jean-Marc Lofficier
Jean-Marc Lofficier, né le 22 juin 1954 à Toulon est un écrivain, scénariste de bande dessinée et de télévision et traducteur français mais surtout, un spécialiste réputé de la science-fiction. Il travaille avec son épouse américaine Randy Lofficier (née le 3 février 1953). Il est le fondateur et directeur de la collection de science-fiction « Rivière Blanche ».

## Biographie
Jean-Marc Lofficier crée la collection de science-fiction « Rivière Blanche » le 1er septembre 2004. C'est la collection francophone de la maison d'édition américaine Black Coat Press, dirigée par Philippe Ward jusqu'en 2019. « Rivière Blanche » publie des manuscrits dans l'optique résolument nostalgique des années 1970. La collection rend expressément hommage au Fleuve noir non seulement par son nom, mais aussi par ses maquettes de couvertures des anciennes collections « blanche » et « bleue » de la collection « Fleuve Noir Anticipation » et « noire » d'angoisse. Elle publie des auteurs mythiques du Fleuve noir.
Jean-Marc Lofficier  a écrit des épisodes de S.O.S. Fantômes et La Bande à Picsou avec Randy. Dans les comics, il a collaboré avec Clive Barker sur Hellraiser, Moebius sur Le Garage Hermétique, Roy Thomas sur Dr. Strange et What If ?, Marv Wolfman sur Teen Titans et Deathstroke, Len Wein sur Blue Beetle, Gerry Conway sur Firestorm, et Alfredo Castelli sur Martin Mystère. Il a aussi scénarisé des aventures de Robur, Superman, Batman, Wonder Woman, Star Trek, Dr. Strange et Witchblade. Il est l’auteur de plusieurs romans et anthologies, dont Les Survivants de l’Humanité (Rivière Blanche) et Crépuscule Vaudou (Baleine), et d’une douzaine de livres en langue anglaise sur la science-fiction francophone. Il est présentement l’éditeur et rédacteur en chef d’Hexagon Comics (Garde républicain, Strangers, Kabur, Wampus), et coproducteur du projet de film Barbarella chez Columbia. 

## Publications

### Livres
- Doctor Who:
  - The Doctor Who Programme Guide #1-2, W.H. Allen, 1981, vol. 1,  (ISBN 0-491-02804-0), vol. 2,  (ISBN 0-426-20142-6), rev. 2003  (ISBN 0-595-27618-0)
  - The Programme Guide, Virgin Books, 1989, rev/exp. 1994,  (ISBN 0-426-20342-9)
  - The Terrestrial Index, Virgin, 1991,  (ISBN 0-426-20361-5)
  - The Universal Databank, Virgin, 1992,  (ISBN 0-426-20370-4)
  - The Nth Doctor, Virgin, 1997,  (ISBN 0-595-27619-9), rev. 2003  (ISBN 0-595-27619-9)

- The Best Video Films Warner Books, 1984
- Your Movie Guide to Musicals on Videotape, Signet Books, 1985
- Your Movie Guide to Children's Videotapes, Signet, 1985
- Les Maîtres de L'Insolite, anthologie, Presses-Pocket,  (ISBN 2-266-01912-0) (1985);  (ISBN 2-266-03914-8) (1987);  (ISBN 2-266-09815-2) (2000);  (ISBN 2-266-13707-7) (2003)
- Basil, The Great Mouse Detective (novélisation, Scholastic Books, 1986)
- Science Fiction Filmmaking in the 1980s (McFarland & Company, 1995,  (ISBN 0-89950-918-5))
- Into The Twilight Zone: Rod Serling Programme Guide (Virgin, 1995,  (ISBN 0-86369-844-1), rev. 2003  (ISBN 0-595-27612-1))
- The Dreamweavers : Interviews avec Fantasy Filmmakers of the 1980s, McFarland, 1996,  (ISBN 0-7864-0085-4)
- Les Maîtres de la Science-Fiction, anthologie, Presses-Pocket, 1999,  (ISBN 2-266-05505-4)
- (avec Randy Lofficier) French Science Fiction, Fantasy, Horror and Pulp Fiction : A Guide to Cinema, Television, Radio, Animation, Comic Books and Literature from the Middle Ages to the Present, Jefferson (Caroline du Nord), McFarland & Company, 2000, 787 p. (ISBN 978-0-7864-0596-1).
- Arzach - The Novel Simon & Schuster, 2000; rep. pb. 2004,  (ISBN 0-7434-9299-4)
- Pocket Essential Tintin, Pocket Essentials (en), 2002,  (ISBN 1-904048-17-X),  (ISBN 978-1-84243-226-6)
- Doctor Omega, préface avec Randy Lofficier et adaptation du roman d'Arnould Galopin, couverture de Gil Formosa, Black Coat Press, 2003,  (ISBN 0-9740711-1-0) [2]
- Shadowmen (Black Coat Press, 2003,  (ISBN 0-9740711-3-7))
- Shadowmen 2: Heroes and Villains of French Comics (Black Coat Press, 2004,  (ISBN 0-9740711-8-8))

- Arsène Lupin vs. Sherlock Holmes:
  - The Hollow Needle (adaptation du roman de Maurice Leblanc, Black Coat Press, 2004,  (ISBN 0-9740711-9-6))
  - The Blonde Phantom (adaptation du roman de Maurice Leblanc, Black Coat Press, 2005,  (ISBN 1-932983-14-7))

- Robonocchio en Français (Black Coat Press, 2004,  (ISBN 1-932983-04-X))
- Doc Ardan: City of Gold and Lepers, adaptation du roman de Guy d'Armen, Black Coat Press, 2004,  (ISBN 1-932983-03-1)
- Despair: The Screenplay, scénario tiré du roman de Marc Agapit, Black Coat Press, 2004,  (ISBN 1-932983-06-6)
- Robonocchio en Español, Black Coat Press, 2004,  (ISBN 1-932983-25-2)
- Les Survivants de l'Humanité, Rivière Blanche, 2004,  (ISBN 1-932983-24-4)[3],[4],[5]
- Royal Flush: The Screenplay (Black Coat Press, 2004,  (ISBN 1-932983-12-0))
- The Phantom of the Opera, adaptation du roman de Gaston Leroux, Black Coat Press, 2004,  (ISBN 1-932983-13-9)

- Tales of the Shadowmen (en):

- - 1. The Modern Babylon (anthologie, Black Coat Press, 2005,  (ISBN 1-932983-36-8))
  - 2. Gentlemen of the Night (anthologie, Black Coat Press, 2006,  (ISBN 1-932983-60-0))
  - 3. Danse Macabre (anthologie, Black Coat Press, 2007,  (ISBN 1-932983-77-5))
  - 4. Lords of Terror (anthologie, Black Coat Press, 2007,  (ISBN 1-934543-02-0))
  - 5. The Vampires of Paris (anthologie, Black Coat Press, 2009,  (ISBN 1-934543-50-0))
  - 6. Grand Guignol (anthologie, Black Coat Press, 2010,  (ISBN 978-1-935558-00-2))
  - 7. Femmes Fatales (anthologie, Black Coat Press, 2010,  (ISBN 978-1-935558-44-6))
  - 8. Agents Provocateurs (anthologie, Black Coat Press, 2011,  (ISBN 978-1-61227-050-0))
  - 9. La Vie En Noir (anthologie, Black Coat Press, 2012,  (ISBN 978-1-61227-145-3))
  - 10. Esprit de Corps (anthologie, Black Coat Press, 2013,  (ISBN 978-1-61227-237-5))
  - 11. Force Majeure (anthologie, Black Coat Press, 2014,  (ISBN 978-1-61227-344-0))
  - 12. Carte Blanche (anthologie, Black Coat Press, 2015,  (ISBN 978-1-61227-447-8))
  - 13. Sang Froid (anthologie, Black Coat Press, 2016,  (ISBN 978-1-61227-578-9))

- Chevalier Coqdor:
  - Le Quatorzième Signe du Zodiaque, avec Jean-Michel Archaimbault et Maurice Limat, Rivière Blanche, 2006,  (ISBN 1-932983-74-0)[6]
  - Là Où s'ouvre l'Univers, avec J.-M. Archaimbault et M. Limat, Rivière Blanche, 2008,  (ISBN 1-934543-12-8)
  - Martervénux: L'Encyclopédie de l'Univers du Chevalier Coqdor, Rivière Blanche, 2008,  (ISBN 1-934543-21-7)
  - Le Retour d'Hypnôs, avec J.-M. Archaimbault et M. Limat, Rivière Blanche, 2009,  (ISBN 1-934543-38-1)

- Over Here: An American Expat in the South of France, Black Coat Press, 2006,  (ISBN 1-932983-68-6)

- Les Compagnons de l'Ombre (traductions de Tales of the Shadowmen):

- - Tome 1 (Rivière Blanche, 2007,  (ISBN 1-934543-08-X))
  - Tome 2 (Rivière Blanche, 2008,  (ISBN 1-934543-32-2))
  - Tome 3 (Rivière Blanche, 2009,  (ISBN 1-934543-47-0))
  - Tome 4 (Rivière Blanche, 2009,  (ISBN 1-934543-85-3))
  - Tome 5 (Rivière Blanche, 2010,  (ISBN 978-1-935558-03-3))
  - Tome 6 (Rivière Blanche, 2010,  (ISBN 978-1-935558-52-1))
  - Tome 7 (Rivière Blanche, 2011,  (ISBN 978-1-935558-73-6))
  - Tome 8 (Rivière Blanche, 2011,  (ISBN 978-1-61227-015-9))
  - Tome 9 (Rivière Blanche, 2011,  (ISBN 978-1-61227-061-6))
  - Tome 10 (Rivière Blanche, 2012,  (ISBN 978-1-61227-129-3))
  - Tome 11 (Rivière Blanche, 2012,  (ISBN 978-1-61227-150-7))
  - Tome 12 (Rivière Blanche, 2013,  (ISBN 978-1-61227-198-9))
  - Tome 13 (Rivière Blanche, 2013,  (ISBN 978-1-61227-240-5))
  - Tome 14 (Rivière Blanche, 2014,  (ISBN 978-1-61227-276-4))
  - Tome 15 (Rivière Blanche, 2014,  (ISBN 978-1-61227-339-6))
  - Tome 16' (Rivière Blanche, 2015,  (ISBN 978-1-61227-359-4))
  - Tome 17 (Rivière Blanche, 2016,  (ISBN 978-1-61227-424-9))
  - Tome 18 (Rivière Blanche, 2016,  (ISBN 978-1-61227-460-7))
  - Tome 19 (Rivière Blanche, 2016,  (ISBN 978-1-61227-558-1))
  - Tome 20 (Rivière Blanche, 2017,  (ISBN 978-1-61227-631-1))

- Edgar Allan Poe on Mars: The Further Memoirs of Gullivar Jones (Black Coat Press, 2007,  (ISBN 1-934543-09-8))
- Crépuscule Vaudou, Baleine imprint, Éditions du Seuil, 2008[7]
- The Katrina Protocol (traduction de Crépuscule Vaudou, novel, Black Coat Press, 2008,  (ISBN 1-934543-40-3))
- Pacifica (Rivière Blanche, 2009,  (ISBN 1-934543-73-X))

### Bandes dessinées
- Fury of Firestorm #32 (dessin d’Alan Kupperberg, DC Comics, 1985)
- Arak, Son of Thunder #45-50 (based on plots de Roy et Dann Thomas, dessin de Gerald Forton et Tony DeZuniga, DC, 1985)
- Action Comics #579 (Superman/Asterix, dessin de Keith Giffen, DC, 1986)
- DC Challenge #9 (avec Roy Thomas, dessin de Don Heck, DC, 1986)

- Teen Titans:
  - Teen Titans Spotlight #6: Jericho (avec Marv Wolfman, dessin de Ross Andru, DC, 1987)
  - Teen Titans Annual #3 (avec Marv Wolfman, dessin de Mike Collins, DC, 1987)
  - Teen Titans Spotlight #11: Brotherhood of Evil (parodie de Tintin, dessin de Joe Orlando, DC, 1987)
  - Teen Titans #44 (dessin de Mike Collins, DC, 1988)

- Star Trek #40 (avec Len Wein, dessin de Tom Sutton, DC, 1987)
- Blue Beetle #14-15, #17-22 (avec Len Wein, dessin de Paris Cullins, DC, 1987-1988)
- Young All-Stars #12, #16-17 (avec Roy Thomas, dessin de Michael Bair, DC, 1988)
- Secret Origins: Zatanna #27 (under the pseudonym of Ehrich Weiss, dessin de Tom Artis, P. Craig Russell, Grant Miehm et Fred Fredericks, DC, 1988)

- Doctor Strange:
  - Dr Strange: Sorcerer Supreme #6-8: Book of the Vishanti (dessin de Tom Sutton, Marvel Comics, 1989)
  - Dr Strange: Sorcerer Supreme #9-13, 15: Book of the Vishanti (dessin de David et Dan Day, Marvel, 1990)
  - Dr Strange: Sorcerer Supreme #16, 17, 20: Book of the Vishanti (dessin de Geof Isherwood, Marvel, 1990)
  - Dr Strange: Sorcerer Supreme #21-23: Book of the Vishanti (dessin de Lee Weeks, Marvel, 1990)
  - Dr Strange: Sorcerer Supreme #26-27: Book of the Vishanti (dessin de Geof Isherwood, Marvel, 1991)
  - Dr Strange: Sorcerer Supreme #31-33 (dessin de Larry Alexander, Marvel, 1991)
  - Dr Strange: Sorcerer Supreme #37-41, #47 (avec Roy Thomas, dessin de Geof Isherwood, Marvel, 1992)
  - Doctor Strange Annual #2 (back-up features, dessin de M. C. Wyman, Dave Hoover, Marvel, 1992)
  - Marvel Super-Heroes Winter '92 (dessin de Brian Postman, Marvel, 1992)
  - Marvel Super-Heroes Summer '93 (dessin de Greg LaRocque, Marvel, 1993)

- The Last Party on Earth in A1 #4 (Atomeka, 1990)

- What If...:
  - What If... #15: Fantastic Four (avec Roy Thomas, dessin de Greg Capullo, Marvel, 1990)
  - What If... #19: Avengers (avec Roy Thomas, dessin de Ron Wilson, Marvel, 1990)
  - What If... #24: Wolverine (avec Roy Thomas, dessin de Tom Morgan, Marvel, 1991)
  - What If... #35-39 (Time-Quake, avec Roy Thomas, dessin de Joe Phillips, Dave Hoover, Mark Pacella, Marshall Rogers, M. C. Wyman, Gavin Curtis, Marvel, 1992)

- The Airtight Garage (avec Moebius):
  - The Elsewhere Prince #1-6 (dessin d’Eric Shanower, Epic Comics, 1990)
  - The Airtight Garage: Onyx Overlord #1-4 (dessin de Jerry Bingham, Epic, 1992)

- Clive Barker's Hellraiser:
  - Clive Barker's Hellraiser #3: Blood of a Poet (dessin de John Ridgway, Epic, 1990)
  - Clive Barker's Hellraiser Summer Special (The Devil's Absolution, dessin de Jorge Zeffino, Epic, 1993)

- Legends of Arzach #1-6 (Kitchen Sink Press, 1992)

- Avengers Annual #22 (Anachronauts, avec Roy Thomas, dessin d’Al Milgrom, Marvel, 1993)
- Thunderstrike #13-16 (Code: Blue, avec Roy Thomas, dessin de Larry Alexander, Marvel, 1994)
- H. P. Lovecraft's Cthulhu #1-3 (avec Roy Thomas, dessin de Brian Bendis, Millenium, 1994)
- Cadillacs and Dinosaurs #5 (back-up feature, dessin de Sylvain Despretz, Topps, 1994)
- Deathstroke the Terminator #31-33, #37-38 (avec Marv Wolfman, dessin de Steve Erwin, Jaxon Renick, DC, 1994)
- The Frankenstein-Dracula War #1-3 (avec Roy Thomas, dessin de Claude Saint Aubin, Topps, 1995)
- Star Trek : Deep Space Nine #26-27 (Mudd's Pets, Malibu Comics, 1995)

- Tongue * Lash: 
  - The Serpent's Tooth (dessin de Dave Taylor, Dark Horse Comics, 1996)
  - The Hidden Place (dessin de Dave Taylor, Dark Horse, 1999)

- The Metropolis Trilogy:
  - Superman's Metropolis (avec Roy Thomas, dessin de Ted McKeever, Elseworlds, DC, 64 pages, 1996,  (ISBN 1-56389-242-1))
  - Batman: Nosferatu (dessin de Ted McKeever, Elseworlds, DC, 64 pages, 1999,  (ISBN 1-56389-379-7))
  - Wonder Woman: The Blue Amazon (dessin de Ted McKeever, Elseworlds, DC, 64 pages, 2003)

- Phantom of Which Opera?, dessin de Timothy J. Green II, in Frank Frazetta's Magazine, 1999 / Mustang #302, Semic Comics, 2002
- Legends of the DC Universe: Superman / Transilvane #22-23 (dessin de José Ladrönn, DC, 1999)
- Kabur (Special-Zembla #158-176, dessin de Luciano Bernasconi, Mike Ratera, Willy Hudic, Martin Manuel Peniche, Juan Roncagliolo Berger, Semic, 2001-2003)
- Homicron (dessin de Jean-Jacques Dzialowski, Fantask #1-4, Semic, 2001; trade paperback, Semic, 2003)
- Gallix (Special-Zembla #160, dessin d’Olivier et Stéphane Peru, Semic, 2001)
- Drago (Special-Rodeo #171, dessin d’Olivier et Stéphane Peru, Semic, 2001)
- Alone in the Dark (Planète Comics T12), préquelle de la série de jeux vidéo Alone in the Dark, dessin de Matt Haley et Aleksi Briclot, Semic, 2001[8] puis Image Comics, 2002
- Hogun Temu (Forbidden Book #1, dessin de Philippe Xavier, Renaissance Press, 2001)
- Nightspeeder (dessin de Kevin O'Neill, Kog #2, Harnois, 2001)
- Zembla (Special-Zembla #163-165, dessin de Jean-Jacques Dzialowski, Semic, 2001)
- Wampus (Fantask #3-5; Mustang #303-306; Planète Comics #14, dessin de Luciano Bernasconi, Semic, 2001-02)
- Dragut (Kiwi #560-576, dessin de Jean-Marc Lainé, Olivier et Stéphane Peru, Alfredo Macall, Semic, 2001-03)
- Phenix (dessin de Frederic Grivaud, Mariano de la Torre, Juan Roncagliolo Berger, Fantask #5; Planète Comics #14; Yuma #1-8, Semic; 2001-03)
- Motor Mayhem (dessin de Manuel Garcia et Eduardo Alpuente, Semic, 2001)
- Lagrid (Special-Zembla #164, 176, dessin de Philippe Xavier, Semic, 2002)
- Galaor (dessin d’Olivier et Stéphane Peru, Special-Zembla #164, Semic, 2002)
- Brigade Temporelle (dessin de Timothy J. Green II, Fantask #5, Planète Comics #14, Semic, 2002)
- Starlock (Yuma #1-2, dessin de Luciano Bernasconi, Semic, 2002)
- Bathy-09 (Yuma #3, dessin de Marc Lataste, Semic 2002)
- The Restaurant (Mustang #307, dessin de Timothy J. Green II, Semic, 2002)
- Tanka (Special-Zembla #167, dessin de Yves Mondet, Semic, 2002)
- Jaleb (Special-Zembla #167, dessin d’Annibale Casabianca, Semic, 2002)
- Jaydee (Special-Zembla #168, dessin de Danilo Grossi, Semic, 2002)
- Strangers (dessin de Manuel Garcia and Fernando Blanco, Planète Comics #14, Strangers #1-4, Image Comics #1-3, Yuma #9-10, Semic, 2002-03; Strangers #1-6, Image Comics, 2003)
- Frank Universal (Yuma #4, dessin de Jean-Jacques Dzialowski, Semic, 2003)
- Legion Loufoque (Yuma #6, #10, dessin de Cyril Bouquet and David Lafuente, SEMIC, 2003)

- Robur, scénario de Randy et Jean-Marc Lofficier, dessin de Gil Formosa, Albin Michel :
  - De la Lune à la Terre/From the Moon to the Earth, 2003[9] (Heavy Metal, Fall, 2003)
  - 20000 Ans sous les Mers/20000 Years Under the Sea (dessin de Gil Formosa, Albin Michel, 2004 (Heavy Metal, Fall, 2005)
  - Voyage au Centre de la Lune/Journey to the Center of the Moon (dessin de Gil Formosa, Albin Michel, 2005 (Heavy Metal, Fall, 2007)

- Dick Demon, Mustang #309-313, dessin de Jean-Michel Arden, Semic, 2003
- Cassandra Troy, Mustang #310, dessin de Gerald Forton, Semic, 2003
- King Kabur #1: Les Seigneurs Blêmes, dessin de Mike Ratera, Semic, 2003

- Witchblade: Serment de Sang, dessin de Stephane Roux, Semic, 2004;  (Blood Oath version en  anglais, Top Cow, 2004),  (ISBN 1-58240-396-1). Réédition chez Wanga Comics en 2013 [10]  (ISBN 979-1090498136).
- Brigade Temporelle: La Guerre du Graal (dessin de Timothy J. Green II, Semic, 2005)
- Mystic Arcana: Black Knight (avec Roy Thomas, dessin de Tom Grummett and Eric Nguyen, Marvel, 2007)

- Les Partisans, Hexagon Comics
  - Les Partisans, scénario de Roy Thomas, scénario-traduction-adaptation de J-M Lofficier, dessin de Mario Guevara, 2014[11].
  - Les Partisans du désert / Les Partisans du Pacifique, scénario de J-M Lofficier, dessin de Mario Guevara, 2019.

### Traductions

#### (du français à l'anglais)
Œuvres de Moebius
- Moebius
  - #1 - Upon A Star (Marvel/Epic Comics, 1987)
  - #2 - Arzach (Marvel/Epic Comics, 1987)
    - Legends of Arzach #1-6 (Tundra Press, 1992)
      - Visions of Arzach (Tundra, 1993)

    - Arzach (Dark Horse, 1996)

  - #3 - The Airtight Garage (Marvel/Epic Comics, 1987)
  - #4 - The Long Tomorrow (écrit par Dan O'Bannon, Marvel/Epic Comics, 1987)
    - The Exotics (Dark Horse, 1997)

  - #5 - The Gardens of Aedena (Marvel/Epic Comics, 1988)
  - #6 - Pharagonesia (Marvel/Epic Comics, 1988)
    - Rock City (Dark Horse, 1996)

  - #7 - The Goddess (Marvel/Epic Comics, 1990)
  - #8 - Mississippi River (écrit par Jean-Michel Charlier, Marvel/Epic Comics, 1991)
  - #0 - The Horny Goof (Dark Horse, 1990)
  - #1/2 - The Early Moebius (Graffiti, 1992)
  - #9 - Stel (Marvel/Epic Comics, 1994)
  - The Art of Moebius (édité par Byron Preiss, Marvel/Epic/Berkley Books, 1989)
  - Carnet 3 and Interview '74 in A-1 #4 (Atomeka, 1990)
  - Chaos (Marvel/Epic, 1991)
  - Metallic Memories (Marvel/Epic, 1992)
  - Fusion (Marvel/Epic, 1995)
  - The Man From The Ciguri in Cheval Noir #26-50 (Dark Horse, 1992-94)
    - The Man from the Ciguri (Dark Horse, 1996)

  - Moebius Comics #1-6 (Caliber Press, 1996-97)
- Marie-Dakar in Dark Horse Presents #63 (Dark Horse, 1992)
- The Incal (écrit par Alejandro Jodorowsky)
  - The Incal #1-3 (Marvel/Epic, 1988)
  - In the Heart of the Impregnable Meta-Bunker in A-1 #4 (Atomeka, 1990)
    - In the Heart of the Impregnable Meta-Bunker in Heavy Metal(1990)

  - Metabarons #1 - Othon the Great (Heavy Metal, 1995)
- Blueberry (écrit par Jean-Michel Charlier)
  - Blueberry #1 - Chihuahua Pearl (incl. The $500,000 Man, Marvel/Epic Comics, 1989)
  - Blueberry #2 - Ballad for a Coffin (inc. The Outlaw, Marvel/Epic Comics, 1989)
    - The Blueberry Saga (Mojo Press, 1996)

  - Blueberry #3 - Angel Face (inc. Broken Nose, Marvel/Epic Comics, 1990)
  - Blueberry #4 - The Ghost Tribe (inc. The Long March, Marvel/Epic Comics, 1990)
  - Blueberry #5 - The End of the Trail (inc. The Last Card, Marvel/Epic Comics, 1990)
  - Young Blueberry #1 - Blueberry's Secret (Catalan Communications/Comcat, 1989)
  - Young Blueberry #2 - A Yankee Named Blueberry (Catalan Communications/Comcat, 1990)
  - Young Blueberry #3 - The Blue Coats (Catalan Communications/Comcat, 1990)
  - Lt. Blueberry #1 - The Iron Horse (Marvel/Epic Comics, 1991)
  - Lt. Blueberry #2 - Steelfingers (Marvel/Epic Comics, 1991)
  - Lt. Blueberry #3 - General Golden Mane (inc. The Trail of the Sioux, Marvel/Epic Comics, 1991)
  - Marshal Blueberry - The Lost Dutchman's Mine (inc. The Ghost avec Golden Bullets, Marvel/Epic, 1991)
  - Blueberry - Arizona Love in Cheval Noir #46-50 (Dark Horse, 1993)
- The Magic Crystal #1-3 (écrit par Moebius; dessin de Marc Bati)
  - #1 - The Magic Crystal (Catalan Communications/Comcat, 1990)
  - #2 - Island of the Unicorn (Catalan Communications/Comcat, 1990)
  - #3 - Aurelys's Secret (Catalan Communications/Comcat, 1990)
- M. Mouche in A-1 #3 (écrit par Jean-Luc Coudray, Atomeka, 1989)
- Eyes of the Cat in Taboo #4 (écrit par Alejandro Jodorowsky, Spiderbaby, 1990)
- The Madwoman of the Sacred-Heart in Dark Horse Presents #70-76 (Dark Horse, 1993)
  - The Madwoman of the Sacred-Heart #1-#2 (Dark Horse, 1996)

Cheval Noir (Dark Horse, 1989-94)
- Adele Blanc-Sec de Jacques Tardi
  - #1 - Adele and the Beast in #1-5 (1989)
    - (NBM Publishing, 1990)

  - #2 - The Demon of the Eiffel Tower in #6-8 (1990)
    - (NBM, 1991)

  - #3 - The Mad Scientist in #15-18 (1990)
  - #4 - Mummies on Parade in #19-23 (1991)
  - #5 - The Secret of the Salamander (one-shot, Dark Horse, 1992)
  - Adieu Brindavoine in #24-27 (1992)
  - The Flower in the Rifle in #29 (1992)
- Lone Sloane de Philippe Druillet
  - #1 - The Six Voyages of Lone Sloane in #1-6 (1989)
    - (NBM, 1990)

  - #2 - Delirius in #7-12 (1990)
- Rork d’Andreas
  - #1 - Fragments in #1-3, 5-7 (1989)
    - (NBM, 1990)

  - #2 - Passages in #13-17 (1990)
    - (NBM, 1991)

  - #3 - The Graveyard of Cathedrals in #19-23 (1991)
  - #4 - Starlight in #36-40 (1992)
    - (NBM, 1992)

  - #5 - Capricorn in #47-50 (1993)
- Fred & Bob in Cheval noir #1-3, 5-8, 10-11, 20, 22-23, 26 (1989-91)
- Les Cités obscures de Benoît Peeters et François Schuiten
  - Fever in Urbicand in #1-6 (1990)
    - (NBM, 1990)

  - 'The Tower in #9-14 (1991)
    - (NBM, 1993)
- Coutoo d’Andreas in #8-11 (1990)
  - Coutoo (one-shot, Dark Horse, 1991)
- The Roach Killer in #10-14 (1991)
  - (NBM, 1992)
- The Great Power of the Chninkel de Jean Van Hamme et Grzegorz Rosiński in #13-22 (1991)
- Jordan in #23-26, 28 (1992)

Autres
- French Ice #1-13 (Carmen Cru de Jean-Marc Lelong, Kador de Christian Binet, Renegade Press, 1987-88)
- Aquablue #1-2 (by Thierry Cailleteau et Olivier Vatine, Dark Horse Comics, 1989-1990)
- French Ticklers #1-3 (Kitchen Sink Press, 1989-90)
- The Fugue in Taboo #4 (by Philippe Foerster, Spiderbaby Grafix, 1990)
- The Music-Loving Spider in Taboo #7 (by Foerster, Spiderbaby, 1992)
- First Signs of Activity... in Snarf #14 (by Edika, Kitchen Sink, 1990)
- Chomdu in Snarf #15 (by Edika, Kitchen Sink, 1990)
- Chip 'n Dale (The Walt Disney Company, 1990)
- Nosferatu (by Philippe Druillet, Dark Horse, 1991)
- Cromwell Stone (by Andreas, Dark Horse, 1992)
- English Through Comics (translation, 2 vols.), Presses-Pocket, 1993)
- Nestor Burma #1 - The Bloody Streets of Paris (by Léo Malet et Jacques Tardi, Simon & Schuster, 2004)   (ISBN 1-596878-44-4)
- Wampus #1 (Hexagon, 2005)  (ISBN 1-932983-61-9)
- C.L.A.S.H. (Hexagon, 2006)  (ISBN 1-932983-62-7)
- Phenix #1 (Hexagon, 2006)  (ISBN 1-932983-63-5)
- Kabur #1 (Hexagon, 2006)  (ISBN 1-932983-83-X)
- Zembla #1 (Hexagon, 2007)  (ISBN 1-932983-93-7)
- 'Homicron' in Strangers #1 (Hexagon, 2008)  (ISBN 1-934543-10-1)
- 'Jaydee' in Strangers #1 (Hexagon, 2009)  (ISBN 1-934543-42-X)

#### (de l'anglais au français)
- La Dimension des Miracles Revisitée (traduction du roman de Robert Sheckley:  The Dimension of Miracles Revisted, Rivière Blanche, 2007,  (ISBN 1-934543-17-9))[13]

## Filmographie

### Dessins animés
- Super Friends : The Legendary Superpowers Show : Apokolips Now (Hanna-Barbera, 1985)
- La Bande à Picsou (DuckTales) : Magica's Shadow War (The Walt Disney Company, 1986)
- SOS Fantômes (The Real Ghostbusters) : The Ghostbusters in Paris, The Headless Motorcyclist (DIC Entertainment/Columbia Pictures, 1986)
- The Bionic Six : The Hive, Bone of Contention (TMS Entertainment/Universal Television, 1987)
- The Airtight Garage (1989)
- Robin des Bois Junior (Young Robin Hood), scénario : épisode Merry no More[14], (Cinar/Hanna-Barbera, 1991)
- Oedipus & Rex ABC Television, 1996)

### Films
- Despair (tiré du roman La Bête Immonde (1959) de Marc Agapit, 2008) [15]